# سویه امیکرون سارس کووید ۲

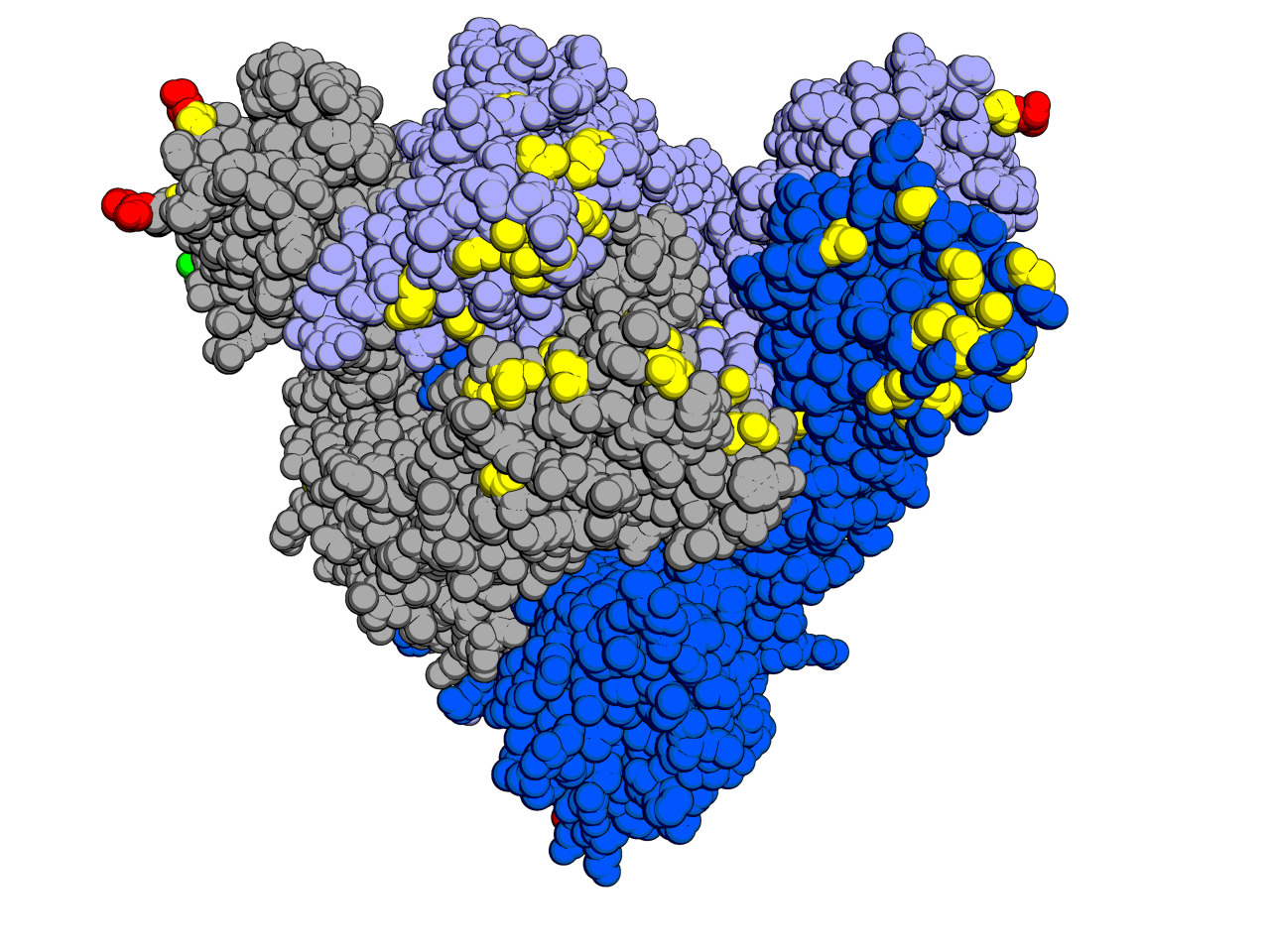
تصویر، جهش‌های کلیدی پروتئین اسپایک اُمیکرون (Omicron) را نمایش می‌دهد که افزایش انتقال‌پذیری و فرار از ایمنی را توضیح می‌دهند. این تغییرات به‌ویژه در ناحیه RBD (نواحی متصل شونده به ACE2) موجب تغییرات ساختاری می‌شوند که بر اتصال به ACE2 و همچنین خنثی‌سازی آنتی‌بادی‌ها تأثیر می‌گذارند.

سویه اُمیکرون سارس کووید ۲ (انگلیسی: SARS-CoV-2 Omicron variant)، که با نام lineage B.1.1.529 نیز شناخته می‌شود، یک سویه از کروناویروس سندرم حاد تنفسی ۲ است که باعث بیماری کووید ۱۹ می‌شود. در ۹ نوامبر ۲۰۲۱ اولین مورد ابتلا در بوتسوانا شناسایی شد. در ۲۶ نوامبر ۲۰۲۱، سازمان جهانی بهداشت آن را به عنوان سویه نگران‌کننده معرفی کرد و نام آن را از روی حرف یونانی امیکرون گذاشت.
اُمیکرون حدود ۷۰ برابر سریع‌تر از نوع دلتا در برونش‌ها (راه‌های هوایی ریه) تکثیر می‌شود، اما شواهد نشان می‌دهد که شدت آن نسبت به سویه‌های قبلی، به‌ویژه در مقایسه با سویه دلتا، کمتر است.اُمیکرون ممکن است کمتر بتواند به بافت عمیق ریه نفوذ کند. عفونت‌های امیکرون ۹۱ درصد کمتر از نوع دلتا کشنده هستند و خطر بستری شدن در بیمارستان ۵۱ درصد کمتر است.به‌طور کلی، نرخ بسیار بالای انتشار، همراه با توانایی آن برای فرار از واکسیناسیون مضاعف و سیستم ایمنی بدن، به این معنی است که تعداد کل بیمارانی که در هر زمان معین به مراقبت‌های بیمارستانی نیاز دارند، همچنان نگران‌کننده است. این سویه جهش‌های زیادی داشته و یکی از تغییریافته‌ترین موارد جهش ویروس کروناست. شواهد اولیه نشان داده‌است که این سویه موارد ابتلا به ویروس را افزایش داده‌است. این سویه به سرعت به دور تازه‌ای از نگرانی‌ها دربارهٔ بازگشت دوباره محدودیت‌های مسافرتی به دلیل شیوع کرونا موجب شد تا سهام آژانس‌های هواپیمایی و گروه‌های سرمایه‌گذاری صنعت توریسم و هتل‌داری به شدت سقوط کند.

## نام‌گذاری
هنگام نام‌گذاری این سویه سازمان جهانی بهداشت که از حروف الفبای یونانی برای نام‌گذاری‌های خود استفاده کرده این بار از روی دو حرف Nu و Xi رد شده‌است. مسئولان این نهاد بین‌المللی دلیل این تصمیم خود را پرهیز از سردرگم شدن افراد عنوان کرده‌اند، موضوعی که دستمایه طنز و البته به چالش کشیدن سیاست‌های این نهاد بین‌المللی شده‌است.
منتقدان این اقدام سازمان جهانی بهداشت می‌گویند این نهاد بین‌اللمللی به این دلیل از حرف Xi عبور کرده تا در هنگام نوشتن، شباهتی با نام رئیس‌جمهور کنونی چین، شی جین پینگ پیش نیاید. املای لاتین اسم کوچک آقای پینگ دقیقاً Xi نوشته می‌شود.

## علائم
یک علامت منحصربه‌فرد گزارش شده از ابتلا به امیکرون، تعریق شبانه است. همچنین، گلودرد، درد عضلانی، سردرد، سرفه، تب خفیف و از دست دادن حس چشایی (ناچشایی) و بویایی (نابویایی) در بیماران مبتلا، گزارش شده‌است.
مطالعه‌ای بین ۱ تا ۷ دسامبر ۲۰۲۱ توسط مرکز کنترل و پیشگیری بیماری در ایالات متحده، دریافت که: "شایع‌ترین علائم گزارش‌شدهٔ امیکرون، سرفه، خستگی و گرفتگی بینی یا آبریزش بینی است که این موضوع، تشخیص آن را از یک نوع کمتر آسیب‌رسان کروناویروس یا ویروسی دیگر، دشوار می‌کند.
پژوهشی دیگر که در ۲۵ دسامبر ۲۰۲۱ در لندن منتشر شد، نشان داد شایع‌ترین علائمی که توسط کاربران اپلیکیشن Zoe Covid بیان می‌شود عبارت‌اند از: آبریزش بینی، سردرد، خستگی، عطسه و گلودرد.